# Riquilda de Dinamarca

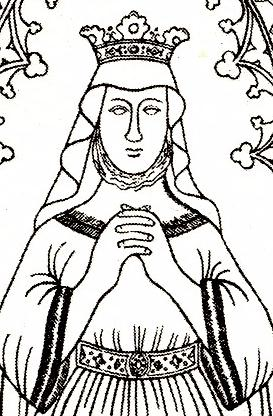
Riquilda de Dinamarca.

Riquilda Valdemarsdatter (Ringsted, 1182 - Ringsted, 8 de mayo de 1220) fue una princesa danesa y reina consorte de Suecia, tras contraer matrimonio en 1210 con Erico X Knutsson. Era hija del rey Valdemar I de Dinamarca y de Sofía de Minsk. Debía su nombre a su abuela materna, Riquilda de Polonia.

## Descendencia
De su matrimonio tuvo tres hijos, los príncipes:
1. Ingeborg (1212-1254), esposa de Birger Jarl.
2. Erico XI Eriksson (1216-1250), rey de Suecia.
3. Sofía (1217-1241), esposa de Enrique III de Rostock, miembro de la Casa de Mecklemburgo.

Su marido falleció en 1216, y finalmente Riquilda regresaría a Dinamarca, donde fallecería en 1220. Fue sepultada en la Iglesia benedictina de Ringsted.